# Esmir Bajraktarević
Esmir Bajraktarević (* 10. března 2005) je bosenský profesionální fotbalista, který hraje na pozici křídelníka za nizozemský klub PSV Eindhoven. Narodil se ve Spojených státech, ale hraje za národní tým Bosny a Hercegoviny.

## Klubová kariéra

### New England Revolution
Bajraktarević začal hrát fotbal v mateřském klubu SC Wave, než se v roce 2019 připojil k mládežnickému týmu Chicago Fire. Následující rok se vrátil do SC Wave. O rok později přešel do mládežnické akademie New England Revolution. V květnu 2022 podepsal s týmem svou první profesionální smlouvu. Svůj profesionální debut si odbyl v rezervním týmu New England Revolution proti Tormentě 22. srpna 2021 ve věku 16 let. 11. září vstřelil svůj první profesionální gól proti North Carolina FC.
Bajraktarević debutoval v prvním týmu v zápase US Open Cupu proti New York City dne 26. května 2022. O tři měsíce později debutoval v lize proti Torontu. Dne 8. srpna 2023 vstřelil svůj první gól za New England Revolution v zápase Leagues Cupu proti Querétaru. O deset měsíců později vstřelil svůj první ligový gól při vítězství nad Nashvillem.

### PSV
V lednu 2025 Bajraktarević přestoupil do PSV Eindhoven za nezveřejněný poplatek. Za tým debutoval 18. ledna proti Zwolle.

## Reprezentační kariéra
Poté, co reprezentoval Spojené státy na různých mládežnických úrovních, Bajraktarević debutoval za seniorský národní tým v přátelském utkání proti Slovinsku dne 20. ledna 2024. V červenci se však rozhodl, že bude v budoucnu reprezentovat Bosnu a Hercegovinu.
V srpnu schválila FIFA jeho žádost o změnu sportovního občanství z amerického na bosenské. Později téhož měsíce obdržel první pozvánku do bosenského národního týmu na zápasy Ligy národů UEFA proti Nizozemsku a Maďarsku. Debutoval proti prvnímu jmenovanému 7. září.

## Statistiky

### Klubové
Platí k zápasu hranému 1. února 2025.
| Klub                      | Sezóna            | Liga                | Liga   | Liga | Národní pohár | Národní pohár | Kontinentální | Kontinentální | Ostatní | Ostatní | Celkově | Celkově |
| Klub                      | Sezóna            | Soutěž              | Zápasy | Góly | Zápasy        | Góly          | Zápasy        | Góly          | Zápasy  | Góly    | Zápasy  | Góly    |
| ------------------------- | ----------------- | ------------------- | ------ | ---- | ------------- | ------------- | ------------- | ------------- | ------- | ------- | ------- | ------- |
| New England Revolution II | 2021              | USL League One      | 11     | 1    | –             | –             | –             | –             | –       | –       | 11      | 1       |
| New England Revolution II | 2022              | MLS Next Pro        | 17     | 0    | –             | –             | –             | –             | –       | –       | 17      | 0       |
| New England Revolution II | 2023              | MLS Next Pro        | 8      | 6    | –             | –             | –             | –             | 1       | 2       | 9       | 8       |
| New England Revolution II | Celkově           | Celkově             | 36     | 7    | –             | –             | –             | –             | 1       | 2       | 37      | 9       |
| New England Revolution    | 2022              | Major League Soccer | 3      | 0    | 1             | 0             | –             | –             | –       | –       | 4       | 0       |
| New England Revolution    | 2023              | Major League Soccer | 13     | 0    | 2             | 0             | 1             | 1             | 0       | 0       | 16      | 1       |
| New England Revolution    | 2024              | Major League Soccer | 29     | 3    | 0             | 0             | 8             | 1             | –       | –       | 37      | 4       |
| New England Revolution    | Celkově           | Celkově             | 45     | 3    | 3             | 0             | 9             | 2             | 0       | 0       | 57      | 5       |
| PSV                       | 2024/25           | Eredivisie          | 3      | 0    | 0             | 0             | 0             | 0             | –       | –       | 3       | 0       |
| Celkově v kariéře         | Celkově v kariéře | Celkově v kariéře   | 84     | 10   | 3             | 0             | 9             | 2             | 1       | 2       | 97      | 14      |

### Reprezentační
Platí k zápasu hranému 19. listopadu 2024.
| Národní tým         | Rok               | Zápasy | Góly |
| ------------------- | ----------------- | ------ | ---- |
| Spojené státy       | 2024              | 1      | 0    |
| Spojené státy       | Celkově           | 1      | 0    |
| Bosna a Hercegovina | 2024              | 6      | 0    |
| Bosna a Hercegovina | 2025              | 0      | 0    |
| Bosna a Hercegovina | Celkově           | 6      | 0    |
| Celkově v kariéře   | Celkově v kariéře | 7      | 0    |